# Аз-Захир Хушкадам
Аль-Малик аз-Захир Сайф ад-Дин Абу Саид Хушкадам (араб. الظاهر سيف الدين خشقدم‎; ум. 9 октября 1467) — мамлюкский султан Египта в 1461—1467 годах из династии Бурджитов.

## Правление
Заняв престол, Хушкадам отстранил от власти родственников аль-Ашрафа Инала и присвоил себе все богатства его вдовы Зайнаб и его зятя Бурдабека аль-Ашрафи. Последнего Хушкадам отослал в Мекку. Вскоре Бурдабек погиб при подозрительных обстоятельствах: в 1464 году Хушкадам пригласил его в Каир, но по дороге в столицу Бурдабек был убит бедуинами. Избавление от зятя своего предшественника кажется логичным поступком для нового султана, однако в источниках отсутствуют указания на причастность Хушкадама к этому убийству.

## Семья
За двадцать лет до вступления на престол Хушкадам женился на освобождённой рабыне мамлюкского султана ан-Насира Фараджа по имени Шукрбай (Шукурбай) ад-Джаркасийя ан-Насирийя аль-Ахмадийя, исключительно волевой женщине, остававшейся его единственной женой вплоть до своей смерти в 1466 году. Став свободной после смерти Фараджа в 1412 году, Шукрбай вышла замуж за некоего эмира Абрака ад-Джаками, от которого родила дочь. Впоследствии она вышла замуж за Хушкадама, который в то время был ещё молодым мамлюкским офицером. После смерти Шукрбай Хушкадам взял в жёны одну из своих наложниц — умм валад Сурбай, которая родила ему дочь, получившую имя Фарадж.